# Indofevillea
Indofevillea é um género botânico pertencente à família Cucurbitaceae.

## Espécies
- Indofevillea khasiana Chatterjee

1. ↑  «Indofevillea — World Flora Online». www.worldfloraonline.org. Consultado em 19 de agosto de 2020